# 2MASS J2126-8140
2MASS J21265040−8140293, también conocido como 2MASS J2126−8140, es un exoplaneta del tipo gigante gaseoso que orbita la estrella enana roja TYC 9486-927-1, a 24,75 (± 4,25) parsecs de distancia.
Tiene la órbita más larga (± 1 millón de años) y alejada de su estrella (> 4500 UA) para un objeto de masa planetaria conocida hasta ahora. Su masa, edad, y su tipo espectral estimado son similares al planeta bien estudiado β Pictoris b, su periodo orbital sugiere que a realizado una rotación completa a su estrella poco menos de 50 veces desde que se formó y la distancia a su estrella es tal que la misma no logra distinguirse del resto de las estrellas del firmamento, por lo que este planeta vive sumido en una eterna noche.